# Мультирум

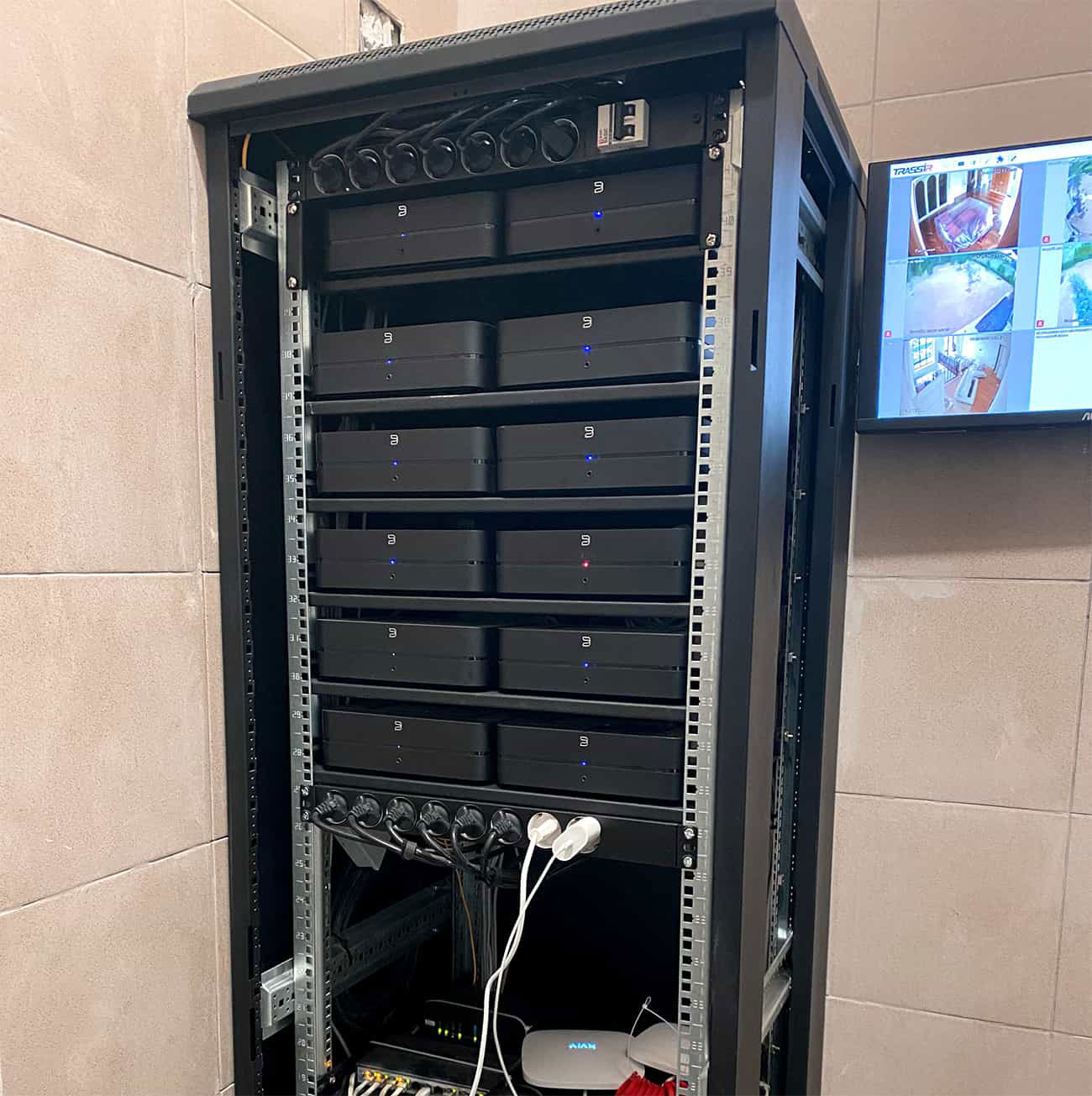
Компоненты мультирум системы на 12 зон в рэковой стойке. На фото стримеры Bluesound POWERNODE (N330)

Мультирум — это мультимедийная система распределения аудио- и видеосигналов в некотором помещении или за его пределами. Является дополнением к системе умного дома. Обычно используется в квартирах, частных домах или других помещениях с большим количеством комнат. 

## Состав системы

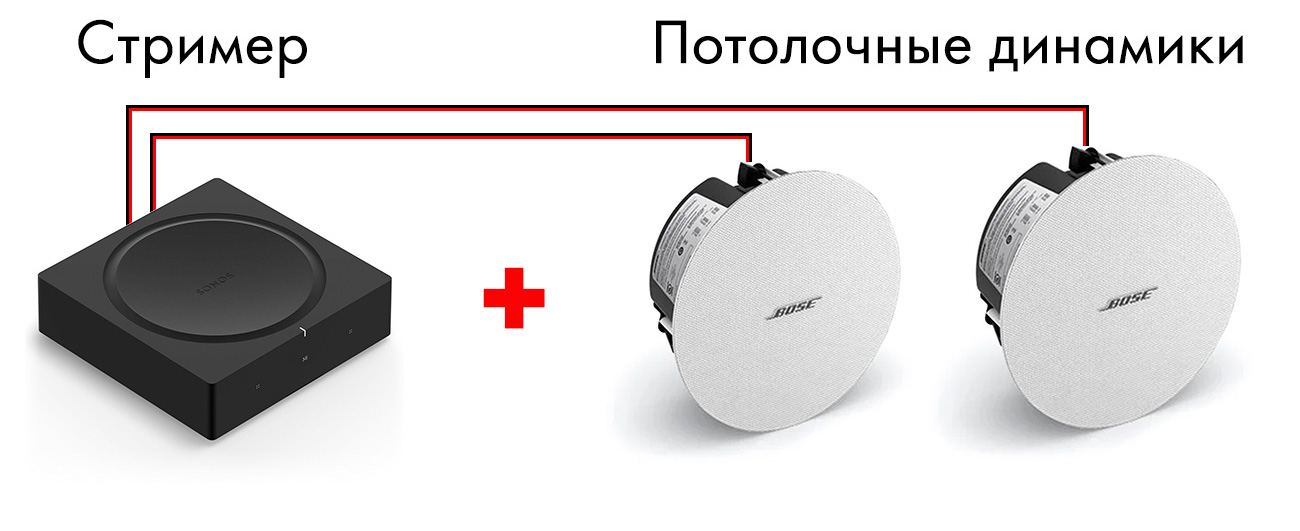
Компоненты мультирум системы: стример-усилитель плюс пара потолочных динамиков и акустический кабель.(На фото стример-усилитель SONOS Amp)

Современная мультирум система состоит из источника сигнала, как правило это мультирумный стример-усилитель и акустических систем, либо из акустических систем со встроенным стример-усилителем. 

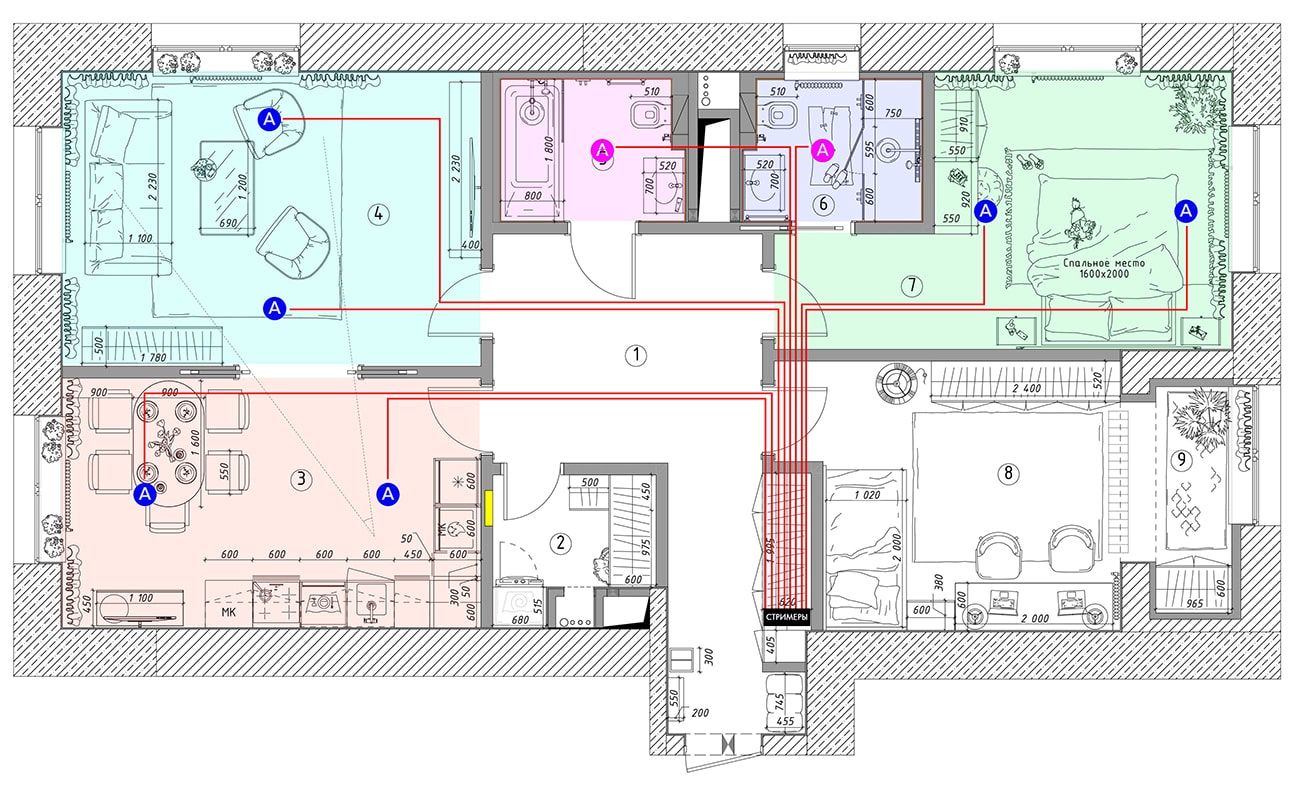
Схема мультирум системы на 5 аудио зон.

В современных системах мультирум пультом управления, а также источником контента является смартфон, сложные системы с контроллером и панелями управления утратили свою актуальность. Если вам потребуется доступ к музыке без смартфона, вы можете установить в качестве панелей управления планшеты типа iPad.
Особенностью системы является создание на её основе аналога системы умного дома. Мультирум можно связать с домашним компьютером (и, например, слушать музыку или смотреть видео в любом помещении), подключить к сети интернет (и, например, использовать её для уведомления о новой электронной почте, также система может произнести голосом заголовки полученных писем или даже их текст), использовать её как систему голосового оповещения, органайзер, громкую связь мобильного или домашнего телефона, настроить управление домофоном.